# ダビチ

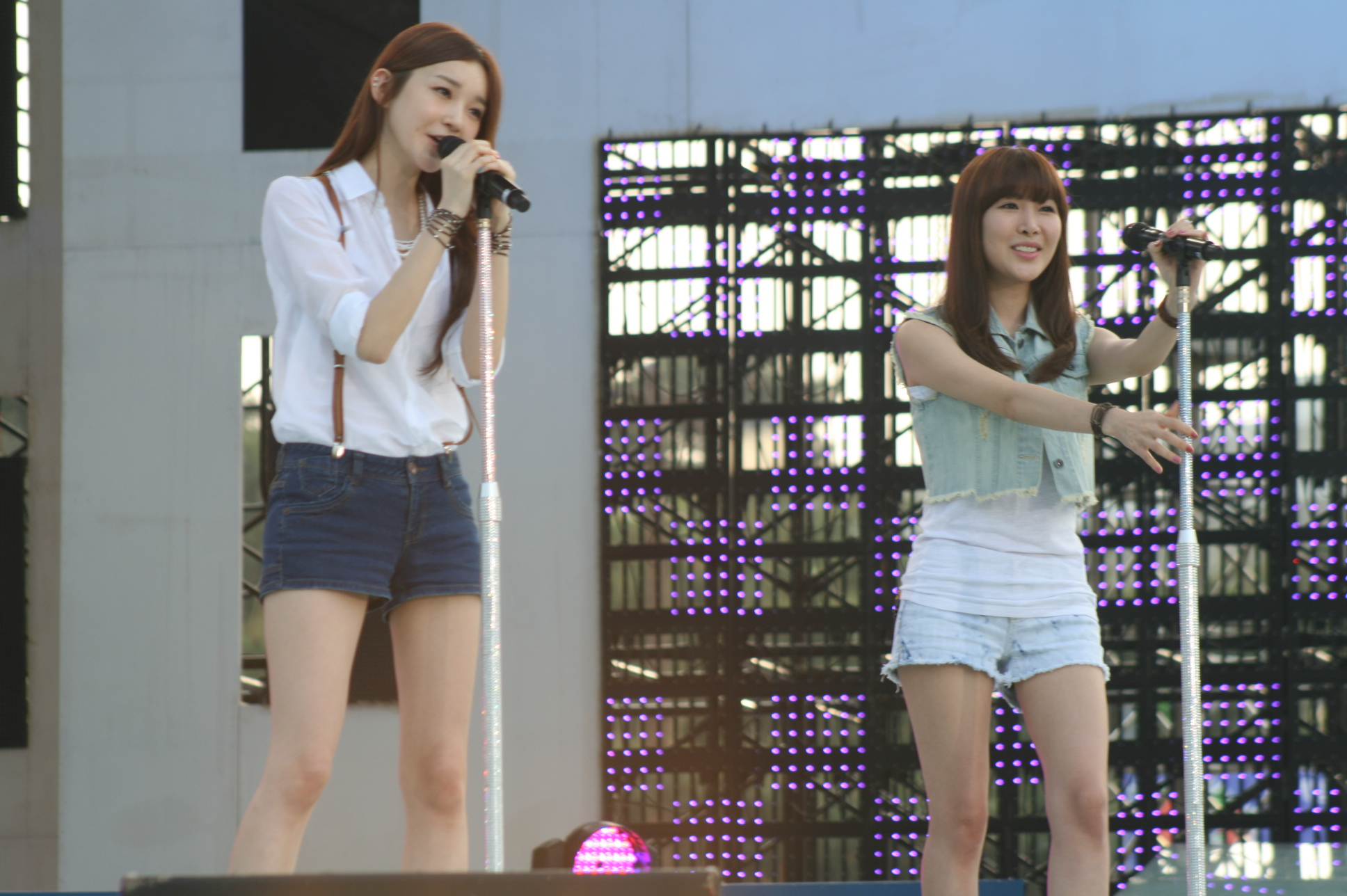

ダビチ（다비치、DAVICHI）は、韓国の女性デュオ。

## 解説
2008年にデビュー曲『Love and War（愛と戦争）』が大ヒットし、新人賞を獲得。
高い歌唱力と美しい声で知られる。
ダビチ（DAVICHI）という名称は、「世界を照らす光」を意味する「다 비치다（ダ ビチダ）」という古い言葉から取られ、２人の声が世界中に広まるようにという願いが込められている。

## メンバー
イ・ヘリ (이해리、李海利)
- ポジション：リーダー、メインボーカル
- 誕生日：1985年2月14日（40歳）
- 身長・体重：163cm・45kg
- 血液型：B型
- 秋渓芸術大学校音楽大学クラシックピアノ科中退

カン・ミンギョン (강민경、姜珉耿)
- ポジション：リードボーカル
- 誕生日：1990年8月3日（34歳）
- 身長・体重：167cm・48kg
- 血液型：O型
- 慶熙大学校芸術デザイン大学除籍
- デビュー前からオルチャン（ネットアイドル）として有名だった。

## ディスコグラフィ

### フルアルバム
- 2008年1月31日「Amaranth」
- 2008年7月7日「Vivid Summer Edition」- 1st「Amaranth」Repackage
- 2013年3月18日「Mystic Ballad」
- 2018年1月25日「&10」

### ミニアルバム
- 2009年3月5日「Davichi In Wonderland」
- 2010年5月6日「Innocence」
- 2011年8月29日「Love Delight」
- 2014年6月19日「6.7」
- 2015年1月21日「Davichi Hug」
- 2016年10月13日「50 X HALF」
- 2022年5月16日「Season Note」
- 2024年11月20日「Stitch」

### シングル
- 2017年10月11日「To Me(나에게 넌)」
- 2018年7月12日「Nostalgia (Prod. Jungkey)(마치 우린 없었던 사이 (Prod. 정키))まるで私たちはなかった仲 」
- 2019年05月17日「あなたに言えなかった私の最後の言葉は」
- 2019年12月3日「私の長年の恋人へ」
- 2021年4月12日「ただ抱きしめて」
- 2021年10月18日「私の初恋」
- 2021年12月6日「Everyday Christmas」
- 2023年11月15日「A very personal story」
- 2024年3月26日「君の味方になってあげる」

### OST
- 2011年8月1日「寄生霊」-「Heaven」
- 2012年6月4日「ビック」-「너라서」
- 2013年2月13日「アイリスⅡ」-「모르시나요」
- 2014年7月30日「大丈夫、愛だ」-「괜찮아 사랑이야」
- 2016年3月3日「太陽の末裔」-「この愛(이 사랑)」
- 2016年9月6日「麗〜花萌ゆる8人の皇子たち〜」-「그대를 잊는다는 건」
- 2017年10月19日「あなたが眠っている間に」-「I Miss You(오늘도 그리워 그리워)」
- 2018年3月31日「Live」-「because You(그대니까요)」
- 2019年12月27日 ｢愛の不時着｣ - ｢Sunset(노을)｣
- 2021年11月19日「今別れの途中です」-「The Only Reason」

### コラボレーション
- 2009年5月6日「女性時代/永遠の愛」- SeeYa と ジヨン(T-ARA)とのコラボレーション
- 2010年1月7日「ワンダーウーマン」- SeeYa と ウンジョン、ヒョミン(T-ARA）とのコラボレーション

## 受賞歴

### 2008年
- 第23回ゴールデンディスク賞 - 新人賞
- 第10回MKMF（Mnet KM Music Festival）女性部門新人賞

### 2009年
- 第18回ソウル歌謡大賞 - 新人賞
- 第24回ゴールデンディスク賞 - デジタル音源 本賞
- 第1回Melon Music Awards - TOP10

### 2010年
- 第19回ソウル歌謡大賞 - 本賞

### 2012年
- 第1回ガオンチャートミュージックアワード - 今年の歌手賞(音源部門)9月

### 2013年
- 第7回アジアモデル賞授賞 - 人気歌手賞
- 第5回Melon Music Awards - TOP10

### 2014年
- 第3回ガオンチャートミュージックアワード - 今年の歌手賞(音源部門)3月
- 第28回ゴールデンディスク賞 - デジタル音源 本賞

### 2016年
- 第18回Mnet Asian Music Awards - ベストボーカルパフォーマンスグループ

### 2020年
- 第12回Melon Music Awards - ジャンル賞 バラード部門[1]

## 音楽番組1位獲得記録
| 年   | 楽曲と番組名 |
| ---- | --- |
| 2008 | - Sad Promise - 5月4日 - SBS人気歌謡 - Love and War - 7月18日 - ミュージックバンク - 7月31日 - M! Countdown - 8月17日 - SBS人気歌謡                                                                      |
| 2009 | - 8282 - 3月15日 - SBS人気歌謡 - 3月20日 - ミュージックバンク - 3月22日 - SBS人気歌謡 - 4月2日 - M! Countdown - 4月3日 - ミュージックバンク" K-Chart #1 - 4月9日 - M! Countdown - 4月30日 - M! Countdown |
| 2011 | - Don't Say Goodbye - 9月18日 - SBS人気歌謡 - 10月2日 - SBS人気歌謡 - 10月7日 - ミュージックバンク - 10月14日 - ミュージックバンク                                                                       |
| 2013 | - Just the Two of Us - 3月28日 - M! Countdown - Turtle - 4月10日 - SHOW CHAMPION - Letter - 11月23日 - ショー!K-POPの中心                                                                                |

## ドラマ
- 笑って、お母さん シン・ダレル役（ミンギョン）　2011SBS

## ミュージカル
- 天国の涙（ヘリ）